# 26738 Lishizhen
26738 Lishizhen è un asteroide della fascia principale. Scoperto nel 2001, presenta un'orbita caratterizzata da un semiasse maggiore pari a 2,2145132 UA e da un'eccentricità di 0,1701235, inclinata di 7,10610° rispetto all'eclittica.